# سای بابا شیردی
سای بابا شیردی Shirdi Sai Baba استاد معنوی هندی بود که توسط طرفدارانش، بر حسب تمایلات و اعتقادات شخصی آن‌ها، به عنوان فردی مقدس، فقیر، و سات گورو مورد احترام قرار می‌گرفت. وی توسط هر دو گروه طرفداران هندو و مسلمان خود تکریم می‌شد و در طول زندگی خود و نیز پس از آن، هندو یا مسلمان بودنش نامعلوم باقی ماند. او همچنین تأکید داشت که تسلیم بودن به سات گورو یا مرشد اهمیت بالایی داشته و منجر به آگاهی الهی و هدایت رهرو در جنگل آموزش‌های معنوی می شود.
سای بابا شیردی توسط مردم سراسر جهان مورد تقدس بود. او هیچ علاقه‌ای به چیزهای فناپذیر نداشت و تنها نگرانی وی درک و تحقق خویش بود. او دستورالعمل اخلاقی، عشق، بخشش، کمک به دیگران، خیرخواهی، قناعت، صلح درونی و سرسپردگی به پروردگار و گورو را آموخت. وی هیچ تمایزی مبتنی بر مذهب و قبیله قائل نمی‌شد. آموزش‌های سای بابا با عناصر و آئینی از هند و اسلام ترکیب شد: او نام Dwarakamayi را به مسجدی داد که در آن زندگی کرد و مراسم مسلمانان را ادا نمود، وی استفاده از کلمات و اشکالی که از هر دو سنت مشتق می‌شد را آموخت و در شیردی به خاک سپرده شد. یکی از هجاهای مشهور وی " Sabka Malik Ek" (یک پروردگار بر همه حاکم است) با آیین هندو و اسلام و تصوف آمیخته است. همچنین، گفت: " به من ایمان داشته باشید دعای شما پاسخ داده خواهد شد ". او اغلب ادا می‌کرد " خدا مالک است" (پرورگار پادشاه است)

## پیشینه
لباس بابا اغلب ساده بود. نام حقیقی وی، زادگاهش، و تاریخ ولادتش نامعلوم می‌باشد. هنگامی که در مورد گذشتهٔ او پرسیده می‌شد وی اغلب پاسخ‌های گریزان می‌داد. نام " sai " به محض ورود او به شیردی، شهری در غرب ایالات ماهاراشترای هند، به وی داده شد. کلمهٔ " sai " اشاره به درویش و سائل مذهبی دارد. در چندین زبان خاورمیانه و هندی اصطلاح " baba " مفهومی است افتخاری نشان دهندهٔ پدربزرگ، پدر، مرد پیر و استاد؛ بنابراین، سای بابا نشان دهندهٔ پدر مقدس، یا محترم و مرد پیر فقیر است. برخی از شاگردان سای بابا به عنوان چهره‌ها و قدسین معنوی شناخته شده‌اند؛ مانند Mahalsapati، کشیش معبد khandoba در شیردی، و Upasni Maharaj. وی توسط سایر قدسین مانند Bidkar maharaj، Saint Gangagir, Saint Janakidas Maharaj, و Sati Godavari Mataji مورد احترام واقع شد. سای بابا به چند قدیس تحت عنوان " برادر من " اشاره کرد، خصوصاً به شاگردان Swami Samartha Maharaj

## سال‌های نخستین
بر طبق کتاب Sai Satcharita، سای بابا به روستای شیردی در احمدنگر منطقهٔ ماهاراشترا، هند بریتانیا، زمانی که ۱۶ ساله بود وارد شد. او بی حرکت نشسته در زیر درخت چریش در حال مراقبه در یک آسانا، زندگی زاهدانه‌ای را پیش برد. Shri Sai Satcharita واکنش روستاییان را بازگو می‌کند:
«مردم روستا از دیدن چنین پسر جوان سخت کوشای توبه طلب که اعتنا به گرما و سرما نمی‌کرد حیرت زده بودند. در روز با کسی در ارتباط نبود و در شب، او از هیچ کس ترسی نداشت»
حضور او کنجکاوی روستاییان را برانگیخت و به‌طور منظم توسط علاقه‌مندان مذهبی از جمله Mahalsapati, Appa Jogle و Kashinatha ملاقات می‌شد. برخی وی را دیوانه فرض کرده و بر وی سنگ پرتاپ می‌کردند. سای بابا روستا را ترک گفته و پس از آن کمتر شناخته شد.
برخی نشانه‌ها حاکی از آن است که او با بسیاری از قدیسان و فقرا Fakirs ملاقات نمود و به عنوان بافنده کار کرد. او ادعا کرد که با ارتش رانی جانسی Rani Lakshmibai در طول شورش ۱۸۵۷ هند بوده‌است. به‌طور کلی پذیرفته شده‌است که سای بابا در شیردی به مدت سه سال ماند، برای یک سال ناپدید گشت و برای همیشه حول ۱۸۵۸ بازگشت که سال تولدی از ۱۸۳۸ را نشان می‌دهد.

## بازگشت به شیردی

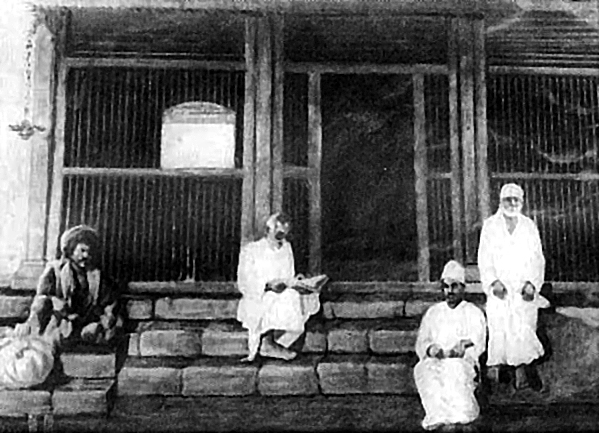
سای بابا و طرفدارانش در Dwarakamayi در معبد خود

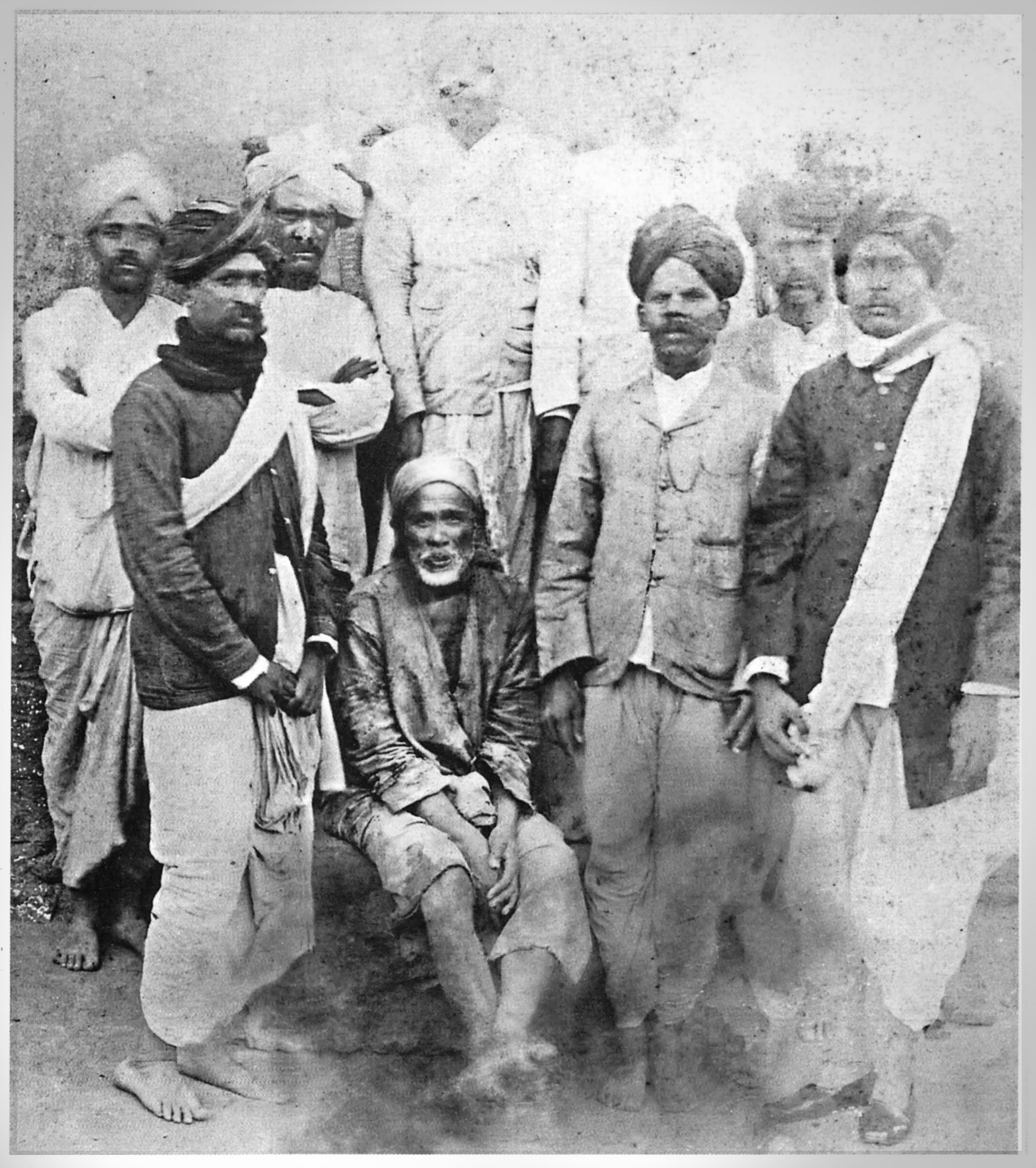
سای بابا شیردی و برخی از طرفداران وی

در سال ۱۸۵۸ سای بابا به شیردی بازگشت. در این زمان بود که او سبک لباس معروف خود را که متشکل از یک عبای یه تکه زانویی گشاد و کلاه پارچه‌ای بود اتخاذ کرد. Ramgir Bua، یکی از طرفداران سای بابا شهادت داد که سای بابا همچون یک پهلوان لباس می‌پوشید و هنگامی که به شیردی رسید موهای بلند وی تا پائین ستون فقراتش آویزان بوده و هرگز سر خود را نتراشیده بود. لباس بابا مسبب شناسایی بابا به عنوان یک فقیر مسلمان و نیز دلیلی برای بی علاقه بودن بدوی وی و خصومت علیه او در یک روستای عمدتاً هندو بود.
بابا به مدت چهار تا پنج سال زیر درخت چریش زندگی کرد و بارها به مدت طولانی در جنگل اطراف شیردی سرگردان بود. نهایتاً او متقاعد به اقامت در یک مسجد قدیمی و مخروبه شد و به صورت انفرادی زندگی می‌کرد و با خیرات، گذران زندگی می‌نمود و بازدیدکنندگان هندی و مسلمان داشت. در مسجد آتش مقدسی را به پا کرد که بهdhuni اشاره داشت و از خاکستر آن آتش به میهمانان خود قبل از آن که آن جا را ترک کنند می‌داد. اعتقاد بر این بود که خاکستر قدرت شفا و ماورائی دارد. او به مانند حکیم محلی عمل نموده و بیمار را با استعمال خاکستر درمان می‌کرد. سای بابا تعلیمات معنوی را به بازدیدکنندگان خود می‌داد، و به آنان توصیه می‌کرد که کتب مقدس هندی به همراه قرآن را مطالعه کنند. وی بر ضرورت یاد ناگسستنی نام پروردگار (dhikr, japa)اصرار داشت، و اغلب خود را به شیوه‌ای رمزگونه با استفاده از تمثیل‌ها، نمادها و مثل‌ها توصیف می‌کرد.
پس از ۱۹۱۰، شهرت سای بابا شروع به گسترش در بمبئی کرد. بسیاری از مردم شروع به بازدید از وی کردند، چرا که آنان سای بابا را به عنوان قدیسی که دارای قدرت انجام معجزات را داشت یا حتی به عنوان یک آواتار محترم می‌شمردند. آن‌ها اولین معبد وی را در Bhivpuri, Karjat ساختند.

## تعالیم و تمرین

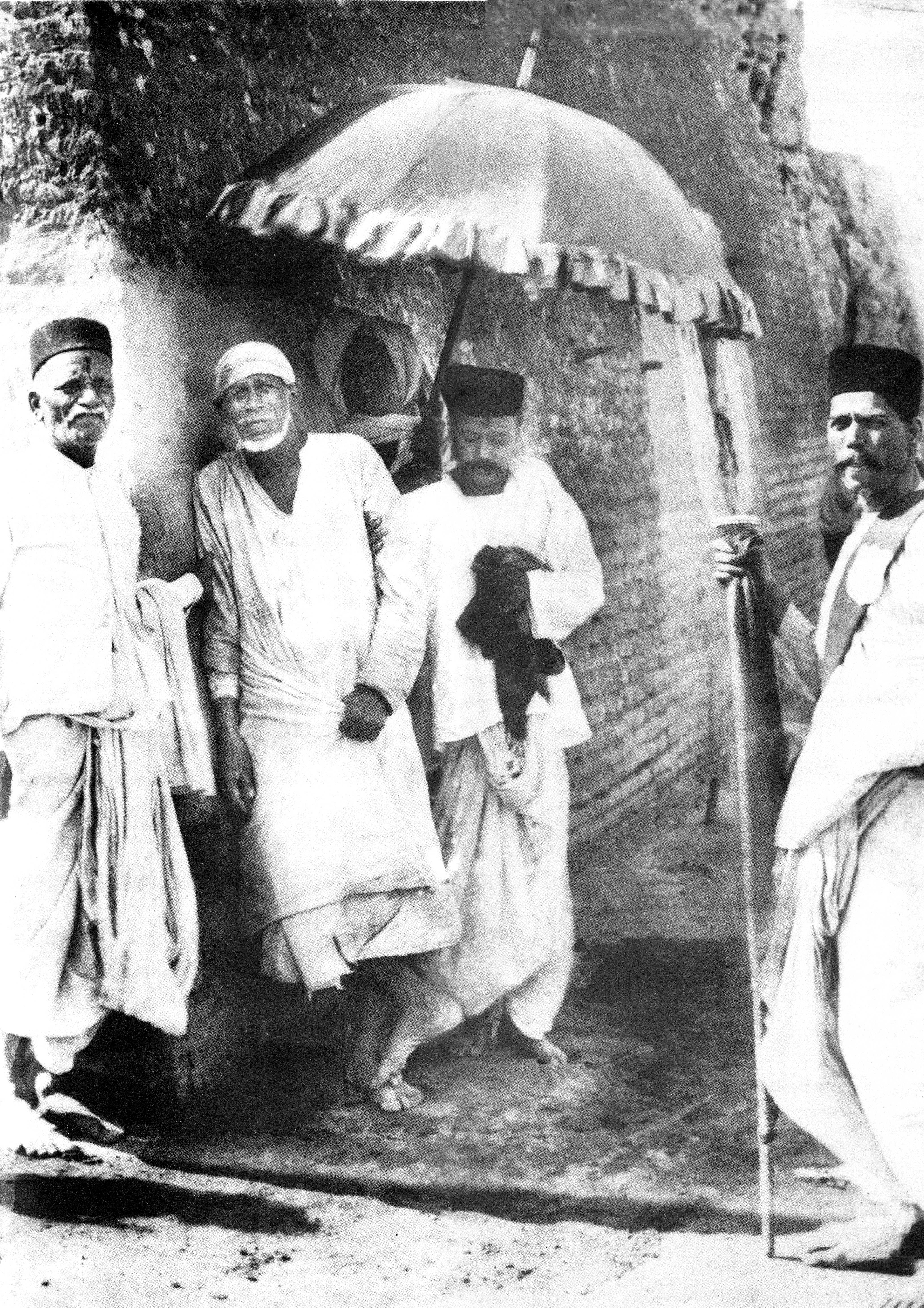
سای بابا شیردی تکیه زده بر دیوار مسجد خود به همراه طرفدارانش

سای بابا با هر گونه آزار و اذیت مبتنی بر مذهب و قبیله مخالفت می‌کرد. او یک مخالف ارتودوکس مذهبی-مسیحی، هندو، مسلمان بود.
سای بابا طرفدارن خود را تشویق به دعا، سرودن نام پروردگار، و خواندن کتب مقدس می‌نمود. او به مسلمانان خواندن قرآن و به هندو خواندن متونی نظیر رامایانا، بهگود گیتا و Yoga Vasisth توصیه کرد. او با فلسفهٔ بهگود گیتا تحت تأثیر قرار گرفت و مردم را تشویق کرد که در زندگی خود آن را پیروی کنند. وی به طرفداران و پیروان خود توصیه نمود که زندگی اخلاقی در پیش بگیرند و به دیگران کمک کرده و هر موجود زنده را بدون هیچ تبعیضی دوست بدارند و دو ویژگی مهم شخصیتی را تقویت کنند: سرسپردگی و مریدی برای گورو، و انتظاری نیکو با صبر و عشق (Saburi). او کفر را مورد انتقاد قرار داد.
سای بابا در تعالیم خود، به اهمیت انجام وظایف فردی بدون هیچ دلبستگی به امور زمینی، تأکید داشت. در تمرین خود، طرق عبادات متعلق به هندو و اسلام را مشاهده کرد؛ او از هر گونه مراسم اجتناب نمود، اما ادای نماز را مجاز شمرده و قرائت فاتحه و خواندن قرآن در زمان‌های عیدهای مسلمانان را به جا می‌آورد. برخی مواقع بابا فاتحه می‌خواند و از گوش دادن به مولود و گاوالی به همراه طبل و سارانجی دو بار در روز لذت می‌برد.
سای بابا متون مذهبی اسلام و هندو را تفسیر کرد. او معانی متون مقدس هندی ادوایتا ودانتا را توضیح داد. فلسفهٔ او عناصر متعدد باکتی را شامل می‌شد. سه مسیر روحانی اصلی هندی- یوگای باکتی، جانانا یوگا، و کارما یوگا- آموزش‌های او را تحت تأثیر قرار داد. سای بابا خیرخواهی را تشویق کرد و بر اهمیت بخشیدن تأکید داشت. وی اظهار کرد «جز این که برخی ارتباطات و روابط وجود دارد کسی هرجایی نمی‌رود. اگر انسانی یا مخلوقی به سوی شما آمد، بی نزاکتانه وی را از خود نرانید، لیکن با خوشی آنان را بپذیرید و با احترام با آنان مدارا نمایید. شری هاری (خدا) قطعاً خشنود خواهد شد اگر شما آب به تشنه، نان به گرسنه، لباس به برهنه ارزانی کنید و ایوان خود را به بیگانه دهید تا نشسته و استراحت نماید. اگر کسی از شما تقاضای پول نماید و شما مایل به دادن پول نباشید، ندهید اما مانند سگ بر وی پارس نکنید».

## عبادت و مریدان
متن اصلی: Shirdi Sai Baba Movement

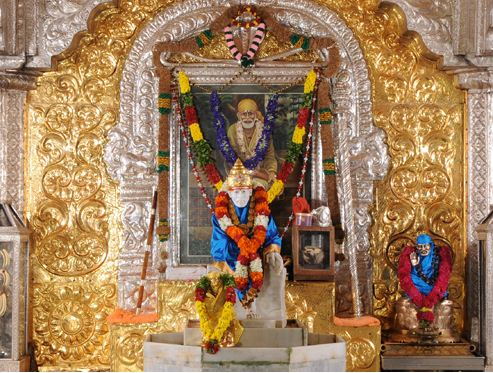
Naga Sai Mandir, Coimbatore, Tamil Nadu

سیر و جنبش شیردی سای بابا در قرن ۱۹ آغاز شد، در حالی که وی در شیردی زندگی می‌کرد. گمان می‌رود که یک کشیش محلیMhalsapati Nagre در Khandoba، اولین شاگرد بابا بوده‌است. در قرن ۱۹ پیروان بابا تنها یک گروه کوچک از ساکنان شیردی و چند تن از دیگر بخش‌های هند بودند. (نیازمند منبع)
اولین معبد سای بابا در Kudal:، واقع است. این معبد در سال ۱۹۲۲ ساخته شد. فرض بر این است که سای بابا یک روپیه به Dada Madye ji داد که با آن معبد را بنا نهاد. مندیر (مرکز معنوی) سای بابا شیردی در شیردی توسط ۲۰٫۰۰۰ زائر در روز بازدید می‌شود و در طول مراسم مذهبی این تعداد به ۱۰۰٫۰۰۰ نفر می‌رسد. شیردی سای بابا خصوصاً در ایالات ماهاشترا، اودیشا، آندرا پرادش، کارناتاکا، تامیل نادو و گجرات مورد احترام و تقدس است. در اوت ۲۰۱۲ یک مرید ناشناس برای اولین بار دو تکه الماس بسیار گرانبهایی را به ارزش ۱۱٫۸ میلیون روپیه به معبد شیردی اهدا نموده و ارادت بالای خود را نشان داد.
جنبش سای بابا شیردی به کارائیب و به کشورهایی نظیر نپال، کانادا، ایالات متحده، استرالیا، امارات متحدهٔ عربی، مالزی، انگلستان، آلمان، فرانسه، و سنگاپور گسترش یافته‌است.

### شاگردان برجسته
سای بابا شیردی هیچ وارثی نداشت و هیچ شاگردی نیز به وی منصوب نبود و حتی با وجود درخواست‌ها تشرف رسمی نیز تدارک ندیده بود (diksha). برخی از شاگردان سای بابا به عنوان چهره‌های شاخص مشهور شدند، نظیر Upasni Maharaj از Sakori. پس از درگذشت شیردی سای بابا، طرفداران وی مراسم مذهبی روزانه (Aarti) را دو بار در عرض ۱۰ سال برای Upasni Maharaj ارائه نمودند زمانی که وی از شیردی بازدید می‌کرد.

## ادعای معجزه
شاگردان و مریدان بابا ادعا می‌کنند که وی معجزات بسیاری داشته‌است؛ از جمله هم‌زمان در دو مکان بودن، شناوری، خواندن ذهن، ظاهر کردن اشیاء، جن گیری، ساخت رودخانهٔ جمنا، ورود به حالت سامادی (فراآگاهی)، نوردهی لامپ با آب، حذف اعضای بدن یا روده‌ها و چسباندن آن‌ها به بدن خود (خاندانا یوگا)، درمان بیمار علاج ناپذیر، جلوگیری از سقوط مسجد بر روی مردم، و کمک به مریدانش در روشی معجزه آسا. او همچنین به مردم مطابق با ایمان مریدان خود، بصیرتی را در فرمی از شیوا، شری راما ،کریشنا ،Vithoba، و سایر اساطیر عطا نمود.
بنابر اظهارات پیروان خود، در خواب بر آنان ظاهر می‌شد و پند و آگاهی می‌داد. مریدان وی برخی داستان‌ها را ثبت کرده‌اند.

## در ادیان مختلف

### هندو
.

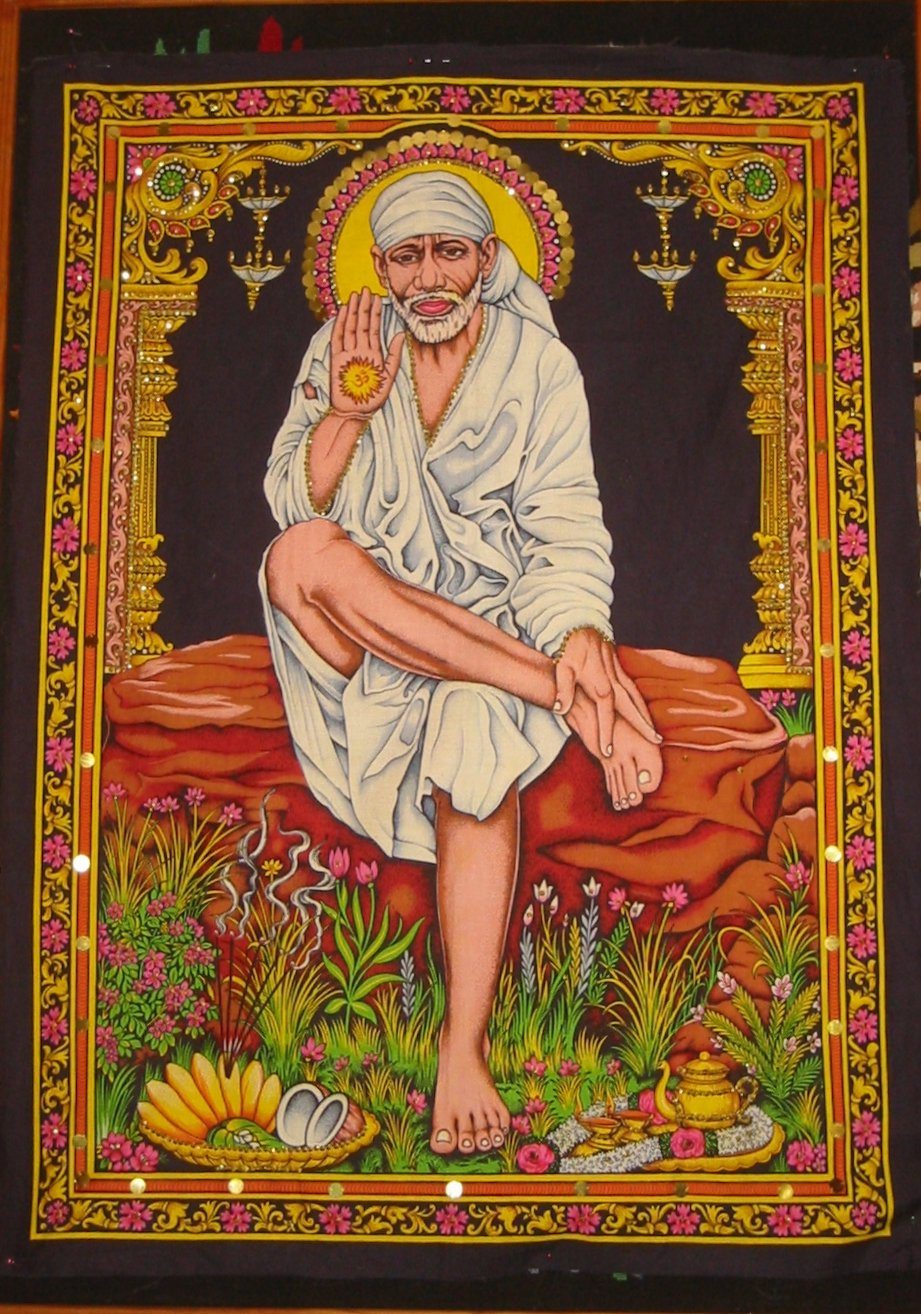
سای بابا منقش بر پرده

در طول زندگی سای بابا، قدیسهٔ هندی Anandanath از Yewala خاطر نشان کرد که «سای بابا الماسی روحانی است». قدیس دیگری، Gangagir، وی را «جواهر نامید».
شری بیهار ماهاراج تا حد بسیار بالایی به سای بابا احترام قائل بود و زمانی که در سال ۱۸۷۳ وی را ملاقات کرد، عنوان جاگاد گورو را بر وی عطا نمود. سای بابا نیز تا حد زیادی توسط واسودواناندا ساراواتی (معروف به Tembye Swami) محترم شمرده شد. وی همچنین، توسط گروهی از Shaivic yogis، معروف به Nath-Panchayat، که به آن‌ها تعلق داشت مورد تکریم واقع شد.

### زرتشت
سای بابا به وسیلهٔ زرتشتیان برجسته به عنوان Nanabhoy Palkhivala و Homi Bhabha مورد احترام واقع می‌شد و به عنوان چهرهٔ محبوب مذهب غیر زرتشتیان بین زرتشتیان مطرح بوده‌است.
مهربابا که در خانواده‌ای زرتشتی متولد شد، یک بار در طول جنگ جهانی اول، در دسامبر ۱۹۱۵، سای بابا شیردی را ملاقات نمود. مهر بابا جوانی به نام مهربان شهریار ایرانی بود زمانی که سای بابا را به مدت چند دقیقه در بین یکی از دسته‌های سای بابا در شیردی ملاقات کرد. این واقعه در زندگی مهربابا بسیار حائز اهمیت بود. شری سای ساتچاریتا (داستان زندگی سای بابا) هیچ اشاره‌ای از مهربابا ندارد. لیکن لرد مهر، داستان زندگی مهربابا اشاره‌های متعددی به سای بابا شیردی دارد.
مهربابا ظهور تجسد خود را به Upasni، سای بابا و سه استاد کامل دیگر نسبت می‌دهد: حضرت بابا جان، حضرت تاج الدین بابا، و نارایان ماهاراج. وی اظهار کرد که سای بابا یک قطب ارشاد (بالاترینِ پنج قطب، یک «استاد جهانی» در سلسله مراتب معنوی) می‌باشد.

## در فرهنگ

### هنر مقدس و معماری
معابد سای بابای بسیاری در هند وجود دارد. همچنین معابدی در خارج از هند در ایالات متحده، هلند، کنیا، بنین، کوبا، کانادا، پاکستان، استرالیا، انگلستان، آلمان، ژاپن وجود دارد. در مسجد شیردی که سای بابا در آن زندگی می‌کرد، پرتره‌ای هم سایز وی که کار Shama Rao Jaykar، هنرمندی از بمبئی می‌باشد موجود است. لوحه‌های تاریخی و مجسمه‌های متعددی سای بابا را به تصویر می‌کشند، که کاربرد مذهبی دارند. یکی از آن‌ها از سنگ مرمر توسط مجسمه‌سازی به نام Balaji Vasant Talim ساخته شده‌است که در مندیر Samadhi در شیردی جایی که شیردی سای بابا به خاک سپرده شد واقع است.

### فیلم و تلویزیون
سای بابا موضوع چندین فیلم برجسته در زبان‌های مختلف محصول صنعت فیلم هند بوده‌است.
| سال     | فیلم                             | عنوان فیلم         | کارگردان              | زبان               | یادداشت‌ها |
| ------- | -------------------------------- | ------------------ | --------------------- | ------------------ | --- |
| 1955    | Shirdi Che Sai Baba              | Dattopant Aangre   | Kumarsen Samarth      | ماراتی             | برندهٔ تمامی گواهی‌های شایستگی در جوایز فیلم ملی بخش ۳                                                                               |
| 1977    | Shirdi Ke Sai Baba               | Sudhir Dalvi       | Ashok V. Bhushan      | هندی               | همچنین شامل مانوج کومار، راجندرا کومار، هما مالینی، Shatrughan Sinha, Sachin (actor)\|Sachin, Prem Nath                            |
| 1986    | Sri Shirdi Saibaba Mahathyam     | Vijayachander      | K. Vasu               | تلوگو              | Chandra Mohan, Suthi Veerabhadra Rao, Sarath Babu, J.V. Somayajulu, Rama Prabha, آنجلی دوی، Raja.                                  |
| 1989    | Bhagavan Shri Sai Baba           | Sai Prakash        | Sai prakash           | کانادا             | بازیگران Ramkumar, Brahmavar, Vijaylakshmi.                                                                                        |
| 1993    | Sai Baba                         | Yashwant Dutt      | Babasaheb S. Fattelal | ماراتی             | همچنین شامل لالیتا پاوار |
| 1999    | Maya / Guru Poornima / Jayasurya | Sai Baba           | Rama Narayanan        | تامیل کانادا تلوگو | همچنین شامل S. P. Balasubrahmanyam                                                                                                 |
| 2000    | Sai Mahima                       | Sai Prakash        | Ashok Kumar           | تلوگو              | همچنین شامل Murali Mohan, Jaya Sudha, Sudha, P. J. Sharma                                                                          |
| 2001    | Shirdi Sai Baba                  | Sudhir Dalvi       | Deepak Balraj Vij     | هندی               | همچنین شامل دهر مندرا، آلوک نات، روهینی هاتانگادی، سورش اوبروی                                                                     |
| 2005    | Ishwarya Avatar Sai Baba         | Mukul Nag          | راماناند ساگر         | هندی               | فیلم ترکیبی ساخته شده از Sagar's Sai Baba (TV series).                                                                             |
| 2010    | Malik Ek                         | جکی شروف           | Deepak Balraj Vij     | هندی               | همچنین شامل مانوج کومار، دیویا دوتا، روهینی هاتانگادی، زارینا وهاب و Anup Jalota as Das Ganu.                                      |
| 2010-11 | Bhagwan Sri Shirdi Sai Baba      | Surya Vasishta     | Bukkapatna Vasu       | کانادا             | همچنین شامل Ravindranath, Ravi Bhat, Venkatadri, Bhavyashree Rai, Chandrika Challakere and others. پخش شده در Kasturi (TV channel) |
| 2012    | Shirdi Sai                       | Nagarjuna Akkineni | K.Raghavendra Rao     | تلوگو              | پخش شده در 6 September 2012. همچنین شامل Srikanth (actor), Srihari, کامالینی موکرجی، روهینی هاتانگادی، Sharat Babu, Brahmanandam   |